# Podomyrma albertisi
Podomyrma albertisi is een mierensoort uit de onderfamilie Myrmicinae. De wetenschappelijke naam vis gepubliceerd in 1887 door Carlo Emery. Luigi Maria d'Albertis had de soort in Nieuw-Guinea verzameld.